# Sítio Novo (Maranhão)
Sítio Novo é um município brasileiro do estado do Maranhão. Localiza-se a uma latitude 05º52'41" sul e a uma longitude 46º41'57" oeste, estando a uma altitude de 260 metros. Sua população estimada em 2019 foi de 18.081 habitantes. Possui uma área de 3.114,827 km².
A cidade de Sítio Novo está localizada na margem esquerda do Riacho Barriguda e a margem direita do Lago do Enxu.

## Historia
A partir do povoamento iniciado em 1935 – quando as famílias Nascimento, Batista e Oliveira instalaram-se na região com a intenção de se dedicar ao cultivo da cana-de-açúcar – surgiram engenhos cuja produção de rapadura e aguardente era exportada principalmente para os mercados de Imperatriz e Grajaú.
Pela Lei Nº 269, de 31 de dezembro de 1948, o povoado fundado pelos pioneiros foi elevado à categoria de vila, com denominação de Sítio Novo de Grajaú. Treze anos mais tarde, por força da Lei Nº 2.166, de 15 de dezembro de 1961, a vila passou à condição de cidade e sede de município, de acordo com os dados do IBGE.

## Prefeitos
1. Antônio Bandeira Gomes (1963-1968)
2. Raimundo Rodrigues do Nascimento (1968-1973)
3. Antônio Bandeira Gomes (1973-1977)
4. Paulo de Tarso Cruz Viana (1977-1983)
5. Otávio Mendes Paixão (1983-1989)
6. João Alfredo Rodrigues do Nascimento (1989-1992)
7. José Clériston Lopes Bandeira (1992-1996)
8. João Alfredo Rodrigues do Nascimento (1997-2000)
9. Clidenor Simões Plácido Filho (Dr.Sansão) (2001-2004)
10. Clidenor Simões Plácido Filho (Dr.Sansão) (2005-2008)
11. Carlos Jansen Mota Sousa (2009-2012)
12. João Carvalho dos Reis (2013-2016)
13. João Carvalho dos Reis (2017-2020)

## Geografia
O município de Sítio Novo possui uma extensão territorial de 3.114,683 quilômetros quadrados, ocupando a 24 posição entre os 217 municípios maranhenses em termos de área.

### Demografia
Segundo dados do Censo Demográfico de 2022, Sítio Novo contava com 17.074 habitantes, resultando em uma densidade populacional de aproximadamente 5,48 habitante por quilômetro quadrado. No contexto estadual, o município ocupava a 114 posição em número de habitantes e a 197 em densidade demográfica comparando-se com outros municípios do estado do Maranhão. A estimativa populacional para o ano de 2024 era de 17.457 habitantes.

### Educação
Em 2010, a taxa de escolarização de crianças entre 6 e 14 anos em Sítio Novo era de 95,1 %, colocando o município na 174 colocação entre os 217 do estado. Quanto ao Índice de Desenvolvimento da Educação Básica (IDEB) referente ao ano de 2023, os anos iniciais do ensino fundamental na rede pública apresentaram índice de 4,3 enquanto os anos finais atingiram 4,0.
| Taxa de escolarização de 6 a 14 anos de idade [2010]             | 95,1 %           |
| IDEB – Anos iniciais do ensino fundamental (Rede pública) [2023] | 4,3              |
| IDEB – Anos finais do ensino fundamental (Rede pública) [2023]   | 4,0              |
| Matrículas no ensino fundamental [2023]                          | 2.964 matrículas |
| Matrículas no ensino médio [2023]                                | 637 matrículas   |
| Docentes no ensino fundamental [2023]                            | 270 docentes     |
| Docentes no ensino médio [2023]                                  | 40 docentes      |
| Número de estabelecimentos de ensino fundamental [2023]          | 25 escolas       |
| Número de estabelecimentos de ensino médio [2023]                | 3 escolas        |

Fonte: IBGE

## Economia
O perfil econômico do município de Sítio Novo caracterizando por uma economia fragilizada ao longo de sua história,tendo como base de sustentação uma pecuária e agricultura desenvolvidas e praticadas em nível de subsistência.
Em 2021, o Produto Interno Bruto (PIB) per capita de Sítio Novo foi de R$ 12.147,76, valor que colocava o município na 56 posição entre os 217 do estado do Maranhão. Já em 2023, as receitas oriundas de fontes externas representavam 93,44 % do total arrecadado pelo município, o que o posicionava em 115 lugar no ranking estadual.
| PIB per capita [2021]                                                                           | 12.147,76 R$     |
| Índice de Desenvolvimento Humano Municipal (IDHM) [2010]                                        | 0,564            |
| Total de receitas brutas realizadas [2023]                                                      | 85.480.245,91 R$ |
| Transferências correntes (Percentual em relação às receitas correntes brutas realizadas) [2023] | 93,44 %          |
| Total de despesas brutas empenhadas [2023]                                                      | 95.784.323,33 R$ |

Fonte: IBGE
| Salário médio mensal dos trabalhadores formais [2022]                                             | 1,9 salários mínimos |
| Pessoal ocupado [2022]                                                                            | 1.990 pessoas        |
| População ocupada [2022]                                                                          | 11,66 %              |
| Percentual da população com rendimento nominal mensal per capita de até 1/2 salário mínimo [2010] | 57,7 %               |

Fonte: IBGE